# Сухий пайок

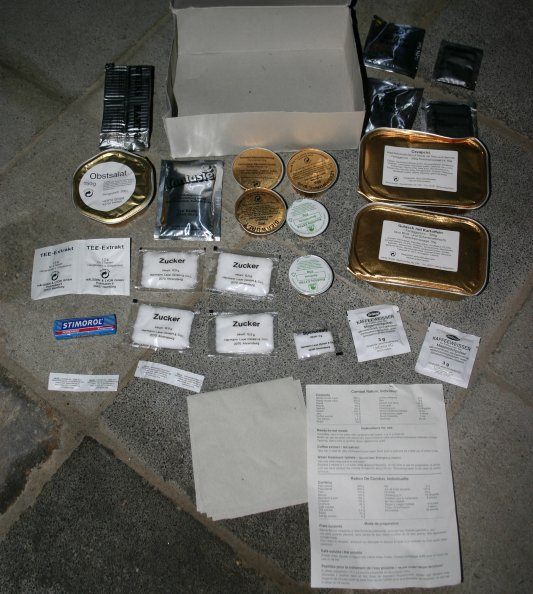
Компоненти сухпайка бундесверу.

Сухи́й пайо́к (сухпайок) або індивідуальний раціон харчування (ІРХ) — раціон харчування, його склад (набір продуктів), призначений для харчування військовослужбовців, а також працівників, що працюють вахтовим методом або в нічну зміну в умовах, коли немає можливості готувати гарячу їжу. Окрім цього, сухі пайки можуть використовуватися туристами, льотними складами, працівниками МНС тощо.
Сухий пайок повинен забезпечувати необхідними калоріями і вітамінами організм людини мінімум протягом доби. Сучасний сухий пайок ЗСУ поділяється на три частини — «Сніданок», «Обід» і «Вечерю», містить приблизно 3000 калорій та необхідні інструменти (виделки, серветки тощо). Його можна їсти холодним або розігріти

## Цікаві факти
- З 1937 року до стандартного сухого пайку армії США входить військовий шоколад[2].
- Під час російсько-чеченського конфлікту чеченські бійці в якості елементу імпровізованих сухих пайків використовували шоколадні батончики «Snickers» через їх компактність і при цьому високу енергетичну цінність. Чеченські бійці споживали снікерси як окремо, так і варили з них суп[3].

## Галерея

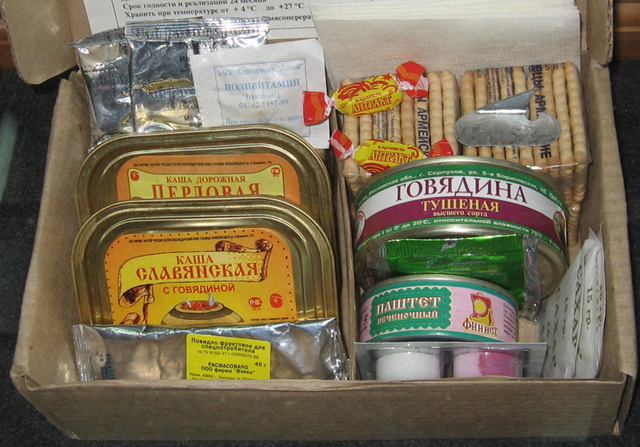
Сухий пайок Чорноморського флоту ВМС СРСР.
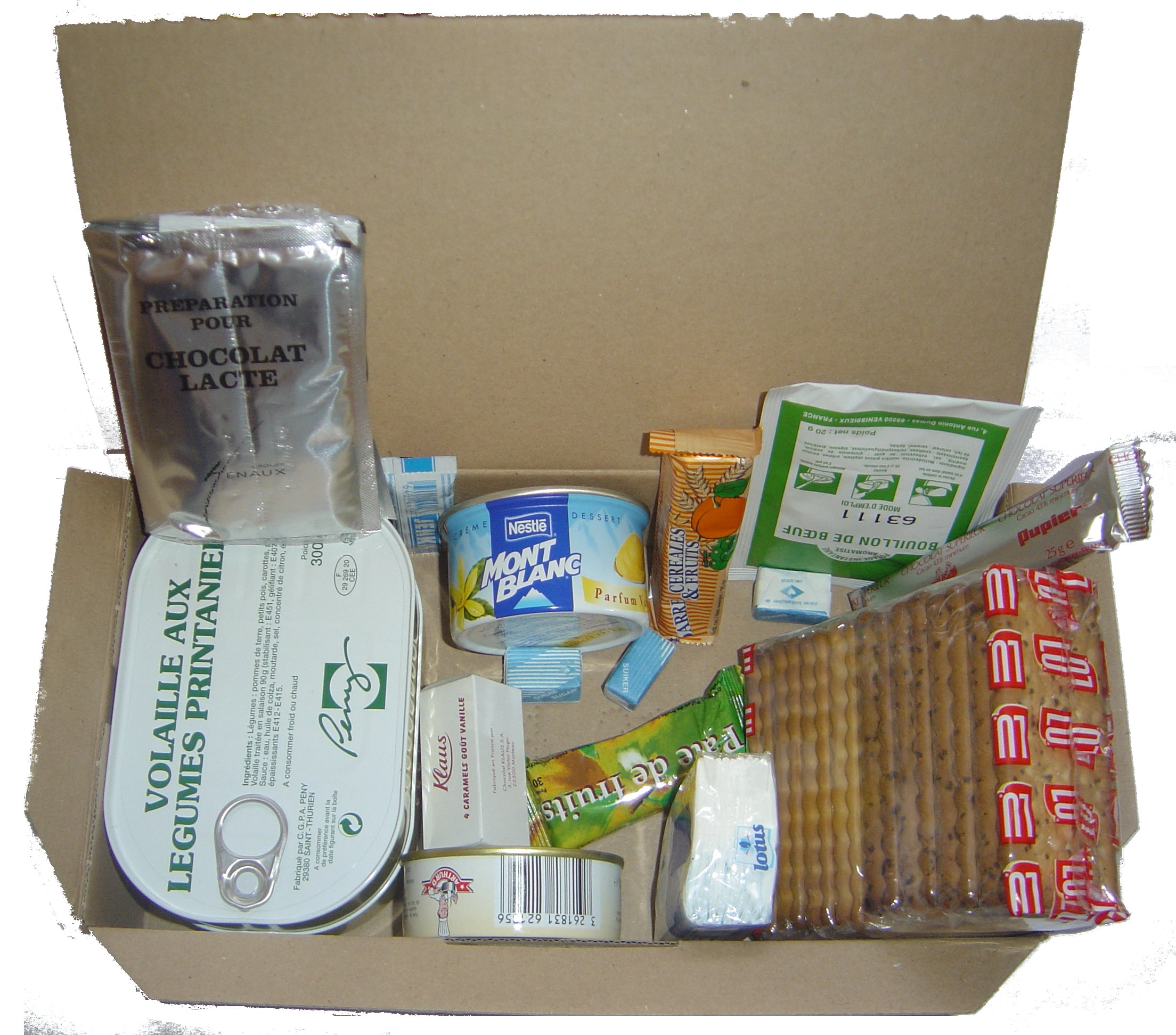
Сухпайок ЗС Франції.
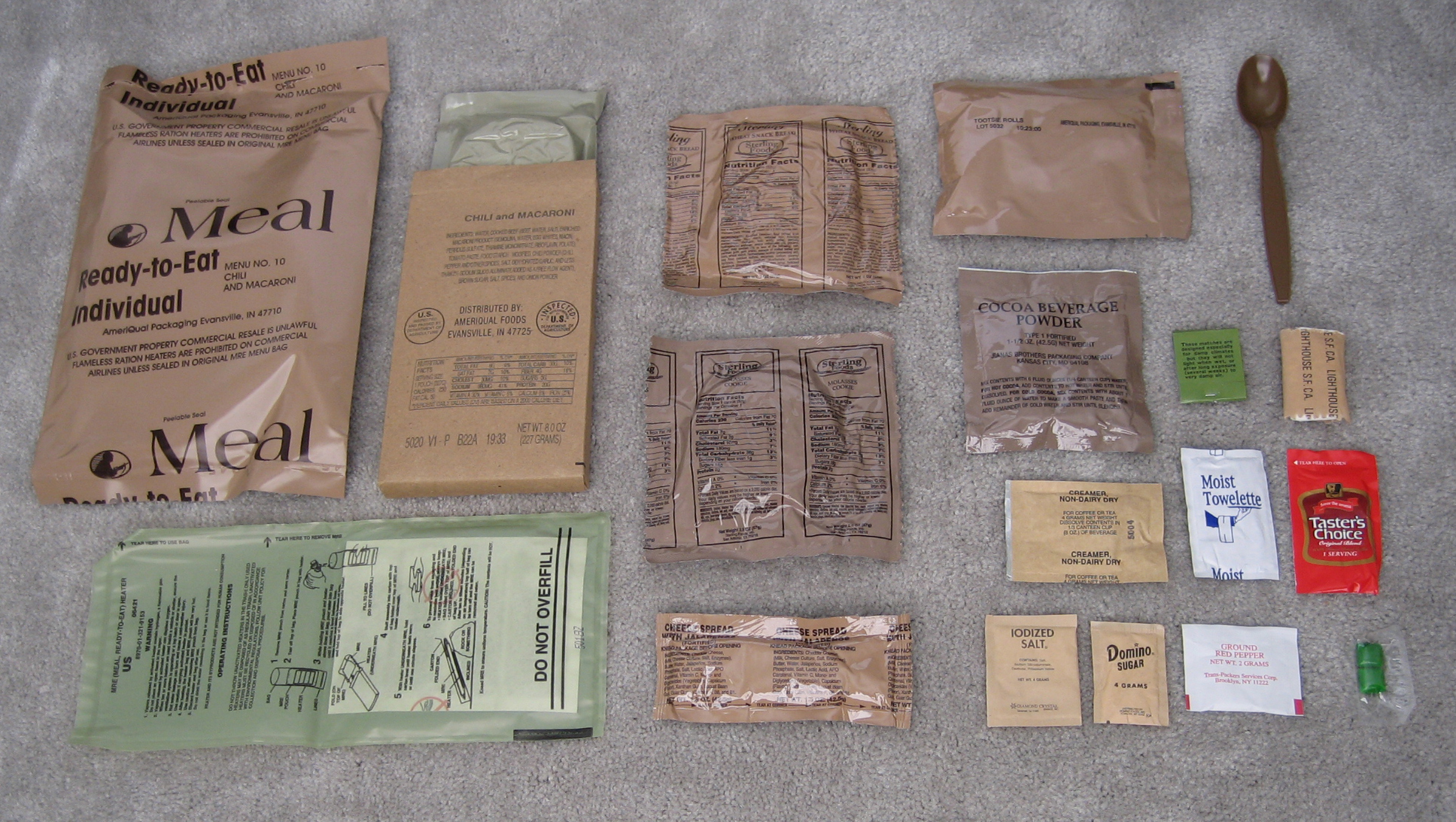
Компоненти сухпайка армії США MRE.
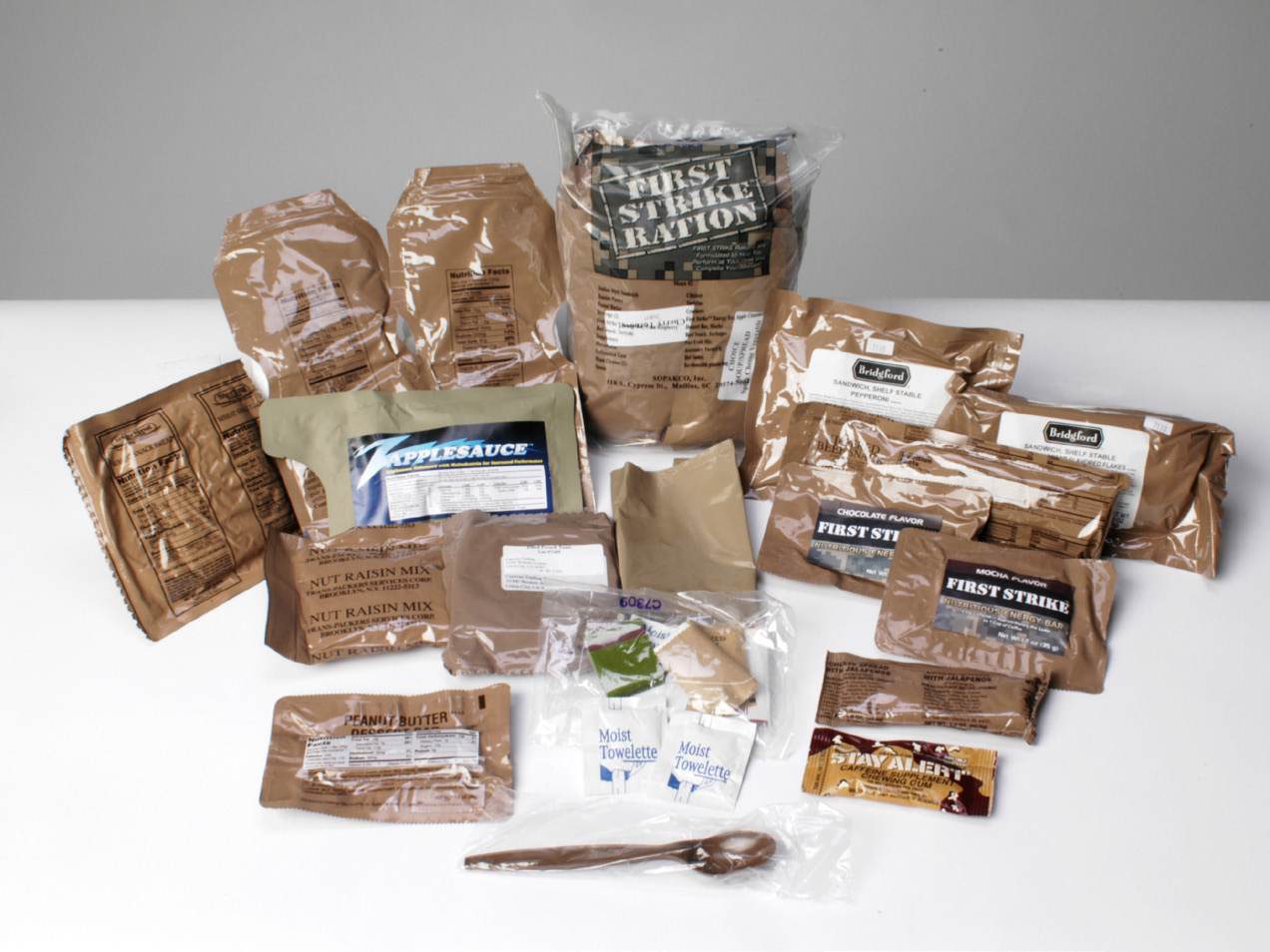
Компоненти сухпайка армії США FSR.
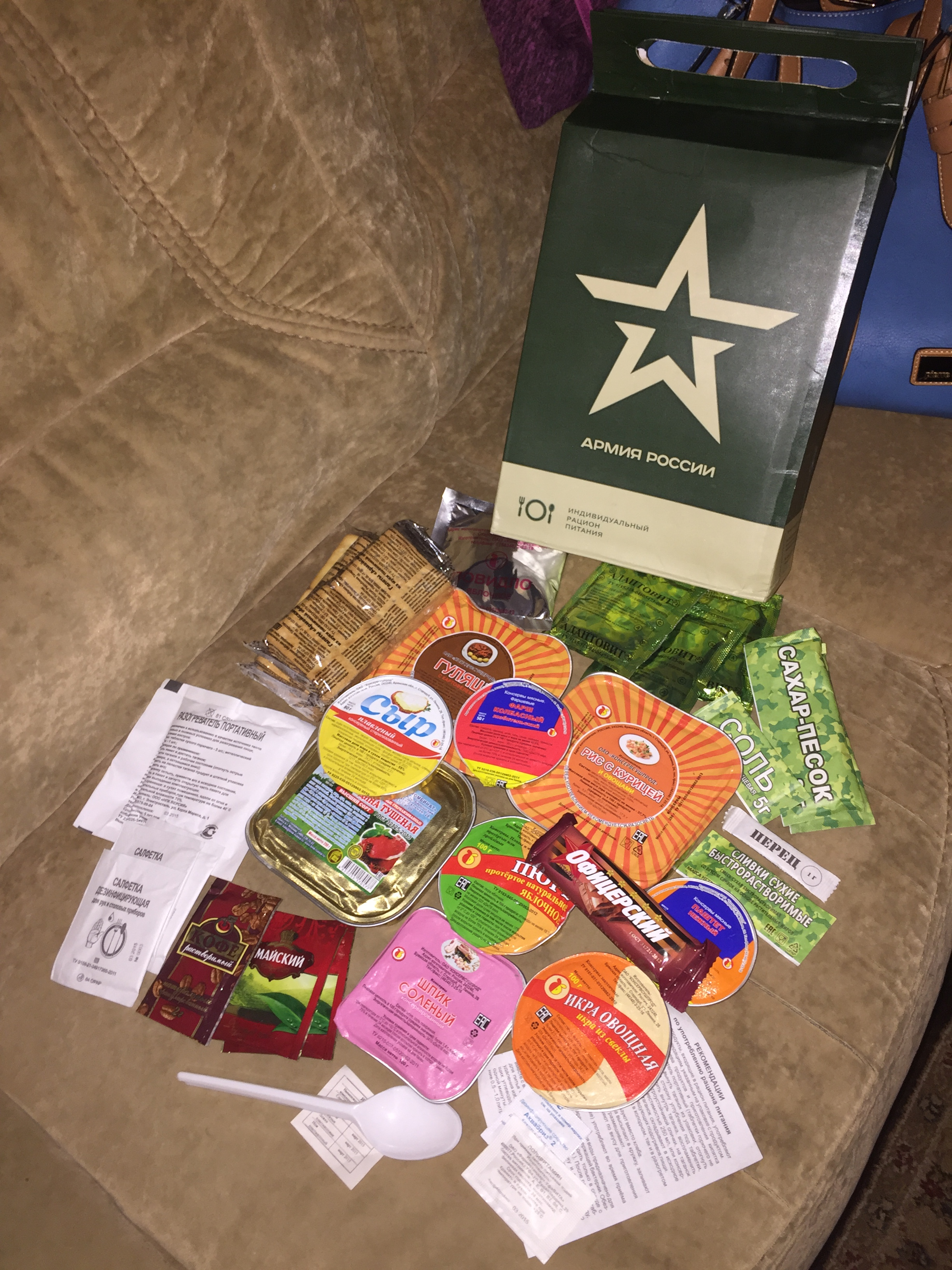
Компоненти сухпайка ЗС Росії ИРП-П (2016).